# Mahfuzur Rahman (Leichtathlet, 1988)
Mahfuzur Rahman (* 2. Januar 1988) ist ein ehemaliger bangladeschischer Leichtathlet, der sich auf den 110-Meter-Hürdenlauf spezialisiert hat.

## Sportliche Laufbahn
Erste internationale Erfahrungen sammelte Mahfuzur Rahman im Jahr 2006, als er bei den Südasienspielen in Colombo in 14,19 s die Goldmedaille im 110-Meter-Hürdenlauf gewann und anschließend an den Asienspielen in Doha teilnahm, bei denen er aber mit 14,27 s in der ersten Runde ausschied.

## Persönliche Bestleistungen
- 110 m Hürden: 14,09 s (−0,2 m/s), 15. Juli 2012 in Pescara (Landesrekord)
  - 60 m Hürden (Halle): 7,89 s, 29. Januar 2012 in Rom (Landesrekord)